# Caprella borealis
Caprella borealis är en kräftdjursart som beskrevs av Mayer 1903. Caprella borealis ingår i släktet Caprella och familjen Caprellidae. Inga underarter finns listade i Catalogue of Life.